# Lake Los Angeles
Lake Los Angeles é uma região censo-designada localizada no estado americano da Califórnia, no Condado de Los Angeles.

## Demografia
Segundo o censo americano de 2000, a sua população era de 11.523 habitantes.

## Geografia
De acordo com o United States Census Bureau tem uma área de 33,8 km², dos quais 33,7 km² cobertos por terra e 0,1 km² cobertos por água.

## Localidades na vizinhança
O diagrama seguinte representa as localidades num raio de 40 km ao redor de Lake Los Angeles.